# Alain Portes
Alain Portes, francoski rokometaš, * 31. oktober 1961, Béziers.
Leta 1992 je na poletnih olimpijskih igrah v Barceloni v sestavi francoske reprezentance osvojil bronasto olimpijsko medaljo.